# NGC 4809
NGC 4809 is een onregelmatig sterrenstelsel in het sterrenbeeld Maagd. Het hemelobject werd op 18 april 1855 ontdekt door de Ierse astronoom William Parsons.

## Synoniemen
- UGC 8034
- IRAS 12523+0255
- MCG 1-33-22
- VV 313
- ZWG 43.62
- Arp 277
- KCPG 358A
- UM 523
- PGC 43969